# Elsa Albani
Elsa Albani, pseudonimo di Elsa Lapini (Genova, 1º gennaio 1921 – Torino, 24 agosto 2004), è stata un'attrice italiana.

## Biografia
Debutta, alla fine della guerra, al Teatro Sperimentale "Luigi Pirandello" di Genova. Nel 1946 sposa l'attore Ferruccio De Ceresa con il quale condividerà anche la vita teatrale per oltre quarant'anni. Successivamente fa parte della Compagnia di Laura Solari.
Nelle stagioni 1952/53 e 1953/54 è al Piccolo Teatro di Milano, diretta da Giorgio Strehler, da Elisabetta d'Inghilterra a Sei personaggi in cerca d'autore, nella parte di Madama Pace, a La folle de Chaillot.
Nel 1955 entra a far parte della Compagnia dei Giovani, formata da Anna Maria Guarnieri, Rossella Falk, Romolo Valli e Giorgio De Lullo, con cui si specializzerà nel repertorio pirandelliano. 
Nell'ottobre 1974 interrompe la tournée di Trovarsi a causa di un esaurimento nervoso. Riprenderà a recitare nel 1985, dopo undici anni, con Retrò di Aleksandr Galin.

## Filmografia

### Cinema
- La storia di una monaca (The Nun's Story), non accreditata, regia di Fred Zinnemann (1959)
- La ragazza con la valigia, regia di Valerio Zurlini (1961)
- Venere imperiale, regia di Jean Delannoy (1962)
- Le streghe, episodio La strega bruciata viva, regia di Luchino Visconti (1967)
- Lo sbarco di Anzio (Anzio) regia di Edward Dmytryk (1968)
- I sette fratelli Cervi, regia di Gianni Puccini (1968)
- Come, quando, perché, regia di Antonio Pietrangeli e Valerio Zurlini (1969)
- Per amore, regia di Mino Giarda (1976)

### Televisione
- Assassinio nella cattedrale, di T. S. Eliot, regia di Mario Ferrero - teatro, 19 agosto 1955.
- Souper, di Ferenc Molnár, regia di Vito Molinari, 23 agosto 1960.
- Il più forte, di Giuseppe Giacosa, regia di Edmo Fenoglio - teatro, 27 ottobre 1961.
- Le donne di buon umore o Le morbinose, di Carlo Goldoni, regia di Giorgio De Lullo - teatro, 29 dicembre 1961.
- Le acque della luna, di Norman C. Hunter, regia di Mario Lanfranchi, 5 gennaio 1962.
- La notte dell'Epifania, di William Shakespeare, regia di Giorgio De Lullo - teatro, 30 luglio 1962.
- La bella addormentata, regia di Eros Macchi - film TV, 2 gennaio 1963.
- La granduchessa e il cameriere, di Alfred Savoir, regia di Flaminio Bollini, 28 gennaio 1963.
- …e Giove ride, di A. J. Cronin, regia di Enrico Colosimo - teatro, 1º febbraio 1963.
- Come un ladro nella notte, di Georges de Tervagne, regia di Romolo Siena, 5 maggio 1963.
- Il successo, di Alfredo Testoni, regia di Giorgio De Lullo, 9 settembre 1963.
- La cittadella, regia di Anton Giulio Majano - miniserie TV (1964)
- I miserabili, regia di Sandro Bolchi - miniserie TV (1964)
- Il padrone del villaggio, da Fëdor Dostoevskij, regia di Edmo Fenoglio - miniserie TV, 7 e 14 marzo 1965.
- La fiaccola sotto il moggio, di Gabriele D'Annunzio, regia di Giorgio De Lullo - teatro, 9 aprile 1965.
- Riunione di famiglia, di T. S. Eliot, regia di Mario Ferrero, 16 aprile 1965.
- Sei personaggi in cerca d'autore, di Luigi Pirandello, regia di Giorgio De Lullo - teatro, 24 settembre 1965.
- I fuochi di San Giovanni, di Hermann Sudermann, regia di Edmo Fenoglio, 14 ottobre 1966.
- Tovaritch, di Jacques Deval, regia di Flaminio Bollini, 17 maggio 1967.
- Istruttoria preliminare, episodio Il caso Montuni, regia di Giacomo Colli, 14 novembre 1968.
- L'amica delle mogli, di Luigi Pirandello, regia di Giorgio De Lullo - teatro, 21 aprile 1970.
- La signora dalle camelie, di Alexandre Dumas (figlio), regia di Vittorio Cottafavi - film TV, 24 settembre 1971.
- Il cancelliere Krehler, di Georg Kaiser, regia di Luigi Di Gianni, 3 marzo 1972.
- Il commissario De Vincenzi, episodio Il mistero delle tre orchidee - serie TV, 7 e 9 aprile 1974.
- Così è (se vi pare), di Luigi Pirandello, regia di Giorgio De Lullo - teatro, 13 settembre 1974.

## Prosa teatrale
- Sogno di una notte di mezza estate, di William Shakespeare, regia di Alessandro Brissoni, Verona, Giardino Giusti, 5 luglio 1952.
- Elisabetta d'Inghilterra, di Ferdinand Bruckner, regia di Giorgio Strehler, Piccolo Teatro di Milano, 21 novembre 1952.
- Il revisore, di Nikolaj Gogol', regia di Giorgio Strehler, Piccolo Teatro di Milano, 11 dicembre 1952.
- L'ingranaggio, di Jean-Paul Sartre, regia di Giorgio Strehler, Piccolo Teatro di Milano, 17 gennaio 1953.
- Sacrilegio massimo, di Stefano Pirandello, regia di Giorgio Strehler, Piccolo Teatro di Milano, 18 febbraio 1953.
- Sei personaggi in cerca d'autore, di Luigi Pirandello, Parigi, Théâtre Marigny, 12 marzo 1953.
- Un caso clinico, di Dino Buzzati, regia di Giorgio Strehler, Piccolo Teatro di Milano, 15 maggio 1953.
- Appuntamento nel Michigan, di Franco Cannarozzo, regia di Franco Enriquez, Piccolo Teatro di Milano, 25 maggio 1953.
- Giulio Cesare, di William Shakespeare, regia di Giorgio Strehler, Piccolo Teatro di Milano, 20 novembre 1953.
- La sei giorni, di Ezio D'Errico, regia di Giorgio Strehler, Piccolo Teatro di Milano, 18 dicembre 1953.
- L'imbecille, La patente, La giara, di Luigi Pirandello, regia di Giorgio Strehler, Piccolo Teatro di Milano, 19 gennaio 1954.
- La folle de Chaillot, di Jean Giraudoux, regia di Giorgio Strehler, Piccolo Teatro di Milano, 24 febbraio 1954.
- La mascherata, di Alberto Moravia, regia di Giorgio Strehler, Piccolo Teatro di Milano, 14 aprile 1954
- Lorenzaccio, di Alfred de Musset, regia di Luigi Squarzina, Roma, Teatro Valle, 24 dicembre 1954.
- Una donna dal cuore troppo piccolo, di Fernand Crommelynck, regia di Mario Ferrero, Milano, Teatro Manzoni, 16 febbraio 1955.
- Spiritismo nell'antica casa, di Ugo Betti, regia di Mario Ferrero, Milano, Teatro Manzoni, 3 marzo 1955.
- Gigi, di Colette e Anita Loos, regia di Giorgio De Lullo, Torino, Teatro Carignano, 14 aprile 1955.
- Assassinio nella cattedrale, di T. S. Eliot, regia di Mario Ferrero, Verona, Chiostro di San Bernardino, 19 agosto 1955.
- La calunnia, di Lillian Hellman, regia di Giorgio De Lullo, Milano, Teatro Manzoni, 6 dicembre 1955.
- Lo stratagemma dei bellimbusti, di George Farquhar, regia di Giorgio Bandini, Milano, Teatro Manzoni, 29 dicembre 1955.
- Il successo, di Alfredo Testoni, regia di Giorgio De Lullo, Bologna, Teatro Comunale, 14 marzo 1956.
- Casa di bambola, di Henrik Ibsen, regia di Luciano Lucignani, Casamicciola, 13 luglio 1956.
- ... e vissero felici e contenti, di Enzo Biagi e Giancarlo Fusco, regia di Giorgio De Lullo, Milano, Teatro Nuovo, 14 novembre 1956.
- Il diario di Anna Frank, di Albert Hackett e Frances Goodrich, regia di Giorgio De Lullo, Roma, Teatro Eliseo, 31 gennaio 1957.
- D'amore si muore, di Giuseppe Patroni Griffi, regia di Giorgio De Lullo, Venezia, Teatro La Fenice, 25 giugno 1958.
- La trappolaria, di Giovanni Battista Della Porta, regia di Alessandro Brissoni, Palermo, Teatro di Verdura, agosto 1958
- Il buio in cima alle scale, di William Inge, regia di Giorgio De Lullo, Milano, Teatro Manzoni, 17 febbraio 1959
- Giulio Cesare, di William Shakespeare, regia di Sandro Bolchi, Verona, Teatro Romano, 4 luglio 1959.
- Sesso debole, di Édouard Bourdet, regia di Giorgio De Lullo, Modena, Teatro Storchi, 28 novembre 1959.
- Anima nera, di Giuseppe Patroni Griffi, regia di Giorgio De Lullo, Bergamo, Teatro Donizetti, 6 aprile 1960.
- Le donne di buon umore o Le morbinose, di Carlo Goldoni, regia di Giorgio De Lullo, Venezia, Teatro La Fenice, 7 ottobre 1960.
- Il carteggio Aspern, di Michael Redgrave, regia di Giorgio De Lullo, Roma, Teatro Valle, 13 gennaio 1961.
- La notte dell'Epifania, di William Shakespeare, regia di Giorgio De Lullo, Milano, Teatro Manzoni, 23 dicembre 1961.
- Un ostaggio, di Brendan Behan, regia di Giorgio De Lullo, Milano, Teatro Manzoni, 9 marzo 1962.
- La bugiarda, di Diego Fabbri, regia di Giorgio De Lullo, Roma, Teatro Quirino, 28 febbraio 1964.
- Riunione di famiglia, di T. S. Eliot, regia di Mario Ferrero, San Miniato, 25 agosto 1964.
- Il confidente, di Diego Fabbri, regia di Giorgio De Lullo, Venezia, Teatro La Fenice, 5 ottobre 1964.
- Tre sorelle, di Anton Čechov, regia di Giorgio De Lullo, Firenze, Teatro della Pergola, 14 gennaio 1965.
- Il giuoco delle parti, di Luigi Pirandello, regia di Giorgio De Lullo, Modena, Teatro Comunale, 1º dicembre 1965.
- Ritratto d'autore: Jean-Paul Sartre, a cura di Gerardo Guerrieri, regia di Edmo Fenoglio, Roma, Teatro Valle, 26 aprile 1966.
- La Calandria, di Bernardo Dovizi da Bibbiena, regia di Giorgio De Lullo, Venezia, Teatro La Fenice, 2 ottobre 1966
- Metti, una sera a cena, di Giuseppe Patroni Griffi, regia di Giorgio De Lullo, Roma, Teatro Eliseo, 10 febbraio 1967.
- Egmont, testo di Wolfgang Goethe, musica di Ludwig van Beethoven, regia di Luchino Visconti, Firenze, Cortile di Palazzo Pitti, 7 giugno 1967.
- L'amica delle mogli, di Luigi Pirandello, regia di Giorgio De Lullo, Torino, Teatro Carignano, 5 ottobre 1968.
- Plaza Suite, di Neil Simon, regia di Emilio Bruzzo, Milano, Teatro Nuovo, 4 gennaio 1969.
- Victor, o i bambini al potere, di Roger Vitrac, regia di Giuseppe Patroni Griffi, Roma, Teatro Quirino, 20 dicembre 1969.
- Giulio Cesare, di William Shakespeare, regia di Giorgio De Lullo, Roma, Teatro Argentina, 30 aprile 1971.
- Così è (se vi pare), di Luigi Pirandello, regia di Giorgio De Lullo, Roma, Teatro Valle, 17 marzo 1972.
- Stasera Feydeau: La mamma buonanima della signora e Pupo prende il purgante, di Georges Feydeau, regia di Giorgio De Lullo, Roma, Teatro Valle, 7 novembre 1973.
- Trovarsi, di Luigi Pirandello, regia di Giorgio De Lullo, Roma, Teatro Valle, 15 gennaio 1974.
- Retrò, di Aleksandr Galin, regia di Marco Sciaccaluga, Teatro Duse di Genova, 10 ottobre 1985.
- Inverni, di Carlo Repetti, da Silvio D'Arzo, regia di Marco Sciaccaluga, Teatro Duse di Genova, 15 marzo 1988.
- I fisici, di Friedrich Dürrenmatt, regia di Marco Sciaccaluga, Teatro Duse di Genova, 19 ottobre 1989.

## Prosa radiofonica Rai
- Giulio Cesare, di William Shakespeare, regia di Giorgio Strehler, trasmessa il 18 gennaio 1955.
- Diario di un curato di campagna, di Georges Bernanos, regia Corrado Pavolini, 29 aprile 1958.
- Il cavallo di Troia, di Gastone Da Venezia e Ugo Liberatore, regia di Mario Ferrero, 2 aprile 1959.
- Elettra, di Hugo von Hofmannsthal, regia di Mario Ferrero, 3 giugno 1959.
- Gigi, di Colette e Anita Loos, regia di Giorgio De Lullo, 18 febbraio 1960.
- L’ultima estate dell’infanzia, di John Reeves, regia di Corrado Pavolini, 15 maggio 1960.
- Don Giovanni o Il convitato di pietra, di Molière, regia di Mario Ferrero, 16 maggio 1961.
- Romeo e Giulietta, di William Shakespeare, regia di Giorgio De Lullo, 11 gennaio 1962.
- Elettra, di Hugo Von Hofmannsthal, musiche di Luciano Berio, regia di Mario Ferrero, trasmessa 3 giugno 1962
- Esercizio per le cinque dita, di Peter Shaffer, regia di Marco Visconti, 6 dicembre 1962.
- America, di Max Brod, regia di Giorgio Bandini, 22 febbraio 1963.
- Riunione di famiglia, di T. S. Eliot, regia di Mario Ferrero, 21 febbraio 1965.
- Giorni e giorni sugli alberi, di Marguerite Duras, regia di Edmo Fenoglio, 11 luglio 1966.
- Play Strindberg, di Friedrich Dürrenmatt, regia di Giuseppe Di Martino, 27 dicembre 1971.
- Le interviste impossibili: Nelo Risi intervista La signora Tolstoj, 27 marzo 1975.
- Memorie di un egotista, di Angelo Moneta, regia di Marco Parodi, 18 giugno 1976.
- L'ampio bacino di Venere, di Gennaro Pistilli, regia di Guglielmo Morandi, 5 febbraio 1977.
- Pesce per quattro, di Wolfgang Kohlasse e Rita Zimer, regia di Enrico Colosimo, 17 marzo 1977.
- Svanevit, di August Strindberg, regia di Lorenzo Salveti, 5 febbraio 1979.
- La scarpina di raso, di Paul Claudel, regia di Sandro Sequi, 24-25-26 dicembre 1985.
- Caro bugiardo, di Jerome Kilty, regia di Giuseppe Venetucci, 13 maggio 1989.

## Riconoscimenti
- 1962 – Premio San Genesio migliore caratterizzazione femminile per Un ostaggio[3]